# Comusia metallica
Comusia metallica là một loài bọ cánh cứng trong họ Cerambycidae.